# Johnny Harper
Johnny Harper (1988 - 2 februari 2006), gespeeld door acteur Ryan Donowho, is een personage uit de televisieserie The O.C..

## Seizoen 3
Johnny was de beste vriend van Dennis "Chili" Childress en de rivale van Kevin Volchok. Hij was een student van de "Newport Union". Hier ontmoette hij Marissa Cooper, een leerling van rijke afkomst die daarnaartoe kwam, nadat ze van haar andere school was getrapt wegens het neerschieten van Trey Atwood. Hij werd langzamerhand verliefd op Marissa, die altijd beleefd tegen hem deed. Zijn vriendin Casey merkte dit en ging daarom vreemd met Volchok. Hij wilde wraak nemen op Volchok, maar werd tegengehouden door Marissa's vriendje Ryan Atwood, die doorhad dat Johnny verliefd op haar was.
Toen hij gewond raakte na een auto-ongeluk, besefte hij dat hij nooit een kans maakte bij Marissa. Hij kreeg vlak hierna een korte relatie met Kaitlin Cooper, Marissa's kleine zusje. Toen hij besefte dat hij de waarheid aan Marissa moest zeggen over zijn gevoelens voor haar, maakte hij het weer uit.
Marissa vertelt hem via een brief dat ze niet van hem houdt. Johnny is gebroken en wordt dronken. Hij beklimt een klif en valt hier, in bijzijn van Marissa, Ryan en Kaitlin, weer vanaf. Hij overlijdt in het ziekenhuis.